# Pięć Wielkich Alei (Tiencin)

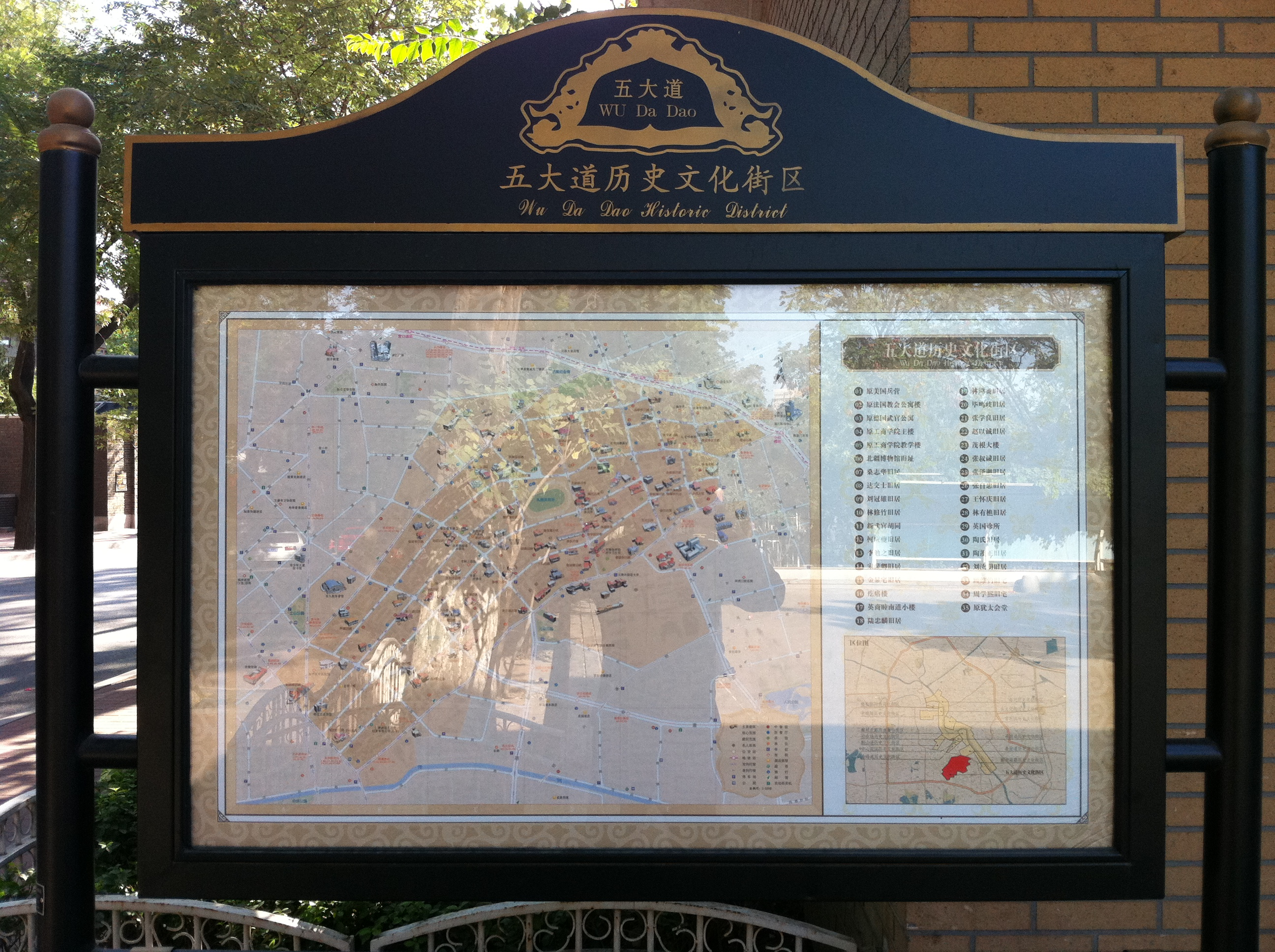
Tablica z planem Wudadao

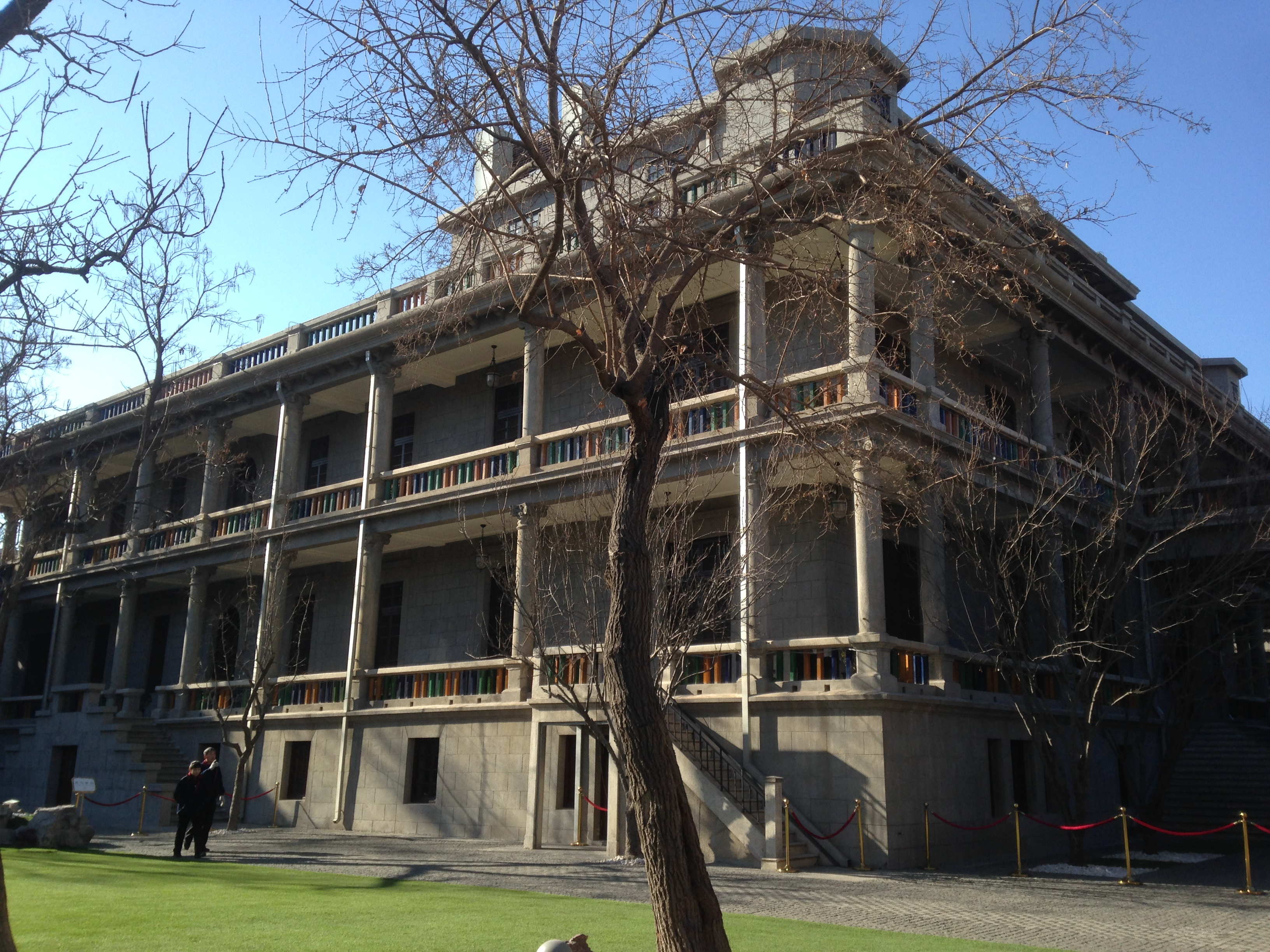
Pałac księcia Qinga

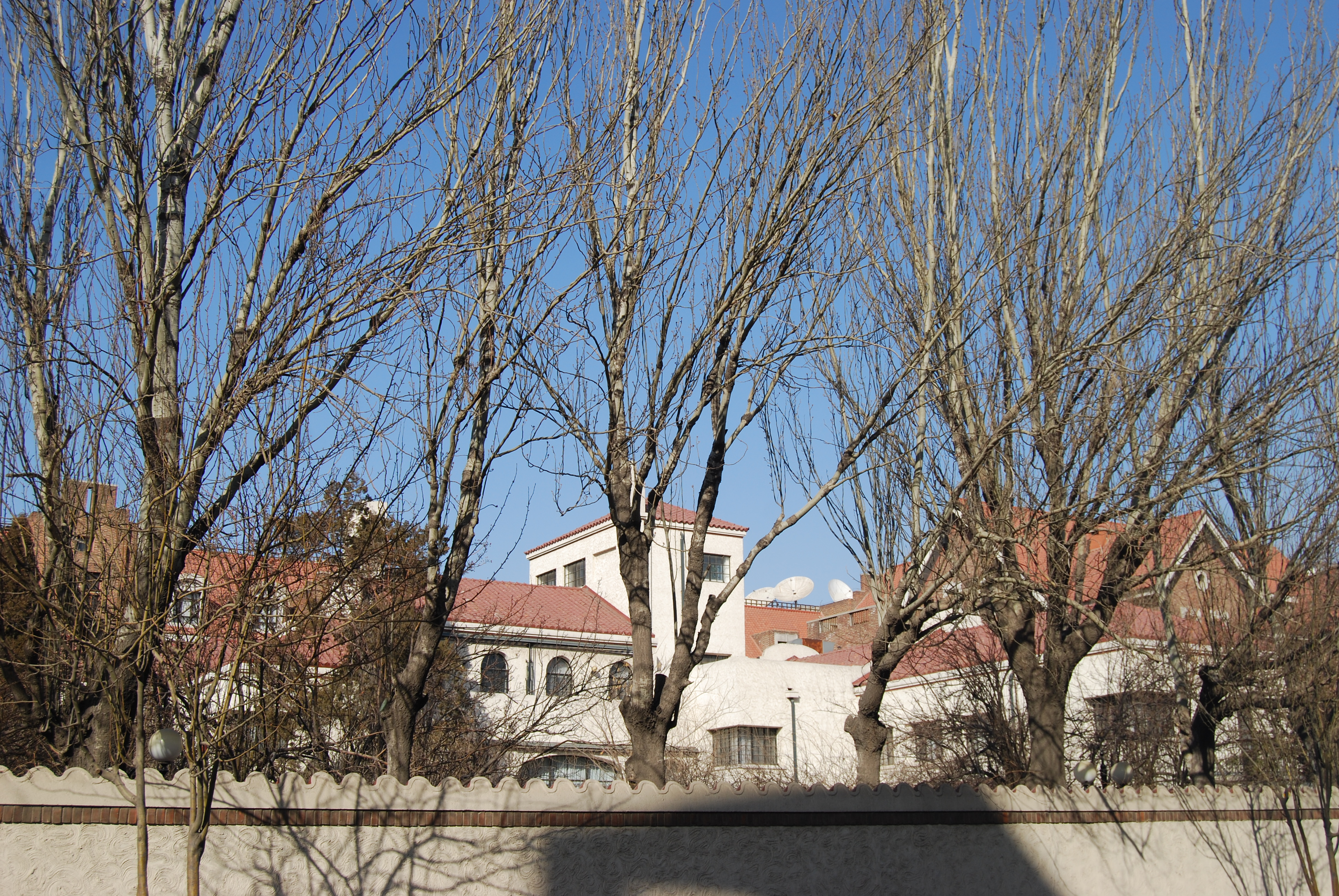
Hotel rządowy – miejsce pobytu Mao Zedonga (1951) i Zhou Enlaia

Pięć Wielkich Alei (chiń. 五大道; pinyin Wǔdàdào; dosł. „Pięć Alei”) – położony w dzielnicy Heping, Tiencinu, ChRL, atrakcyjny obszar (1,2 km²) architektonicznie interesujących dla turystów obiektów mieszkalnych i innych, powstały głównie w ramach tzw. koncesji brytyjskiej, w okresie udzielonych w okresie 1860–1947 dziesięciu koncesji terytorialnych, również Austro-Węgrom, Belgii, Francji, Niemcom, Włochom, Japonii, Rosji i de facto Stanom Zjednoczonym. Obszar jest też określany współcześnie „Międzynarodową Wystawą Architektoniczną”.
Wudadao znajduje się na południu śródmieścia Tiencinu – składając się z równoległych 5 arterii ze wschodu na zachód, nazwane na cześć pięciu miast południowo-zachodnich Chin, a mianowicie Chongqing, Changde, Dali, Munan i Macheng. Na jego terenie zachowało się na ponad 2000 obiektów, w tym około 230 różnego rodzaju budynków nawiązujących do architektury Wielkiej Brytanii, Francji, Włoch, Niemiec i Hiszpanii, w stylach architektonicznych od klasycznego, renesansu, gotyckiego i romantyzmu do eklektyki.
Druga część Wudadao to dzielnica mieszkaniowa, z pierwszym osiedlem mieszkaniowym w stylu zachodnim dla obcokrajowców, w pobliżu Jiefang Rd, wokół dawnej włoskiej koncesji na wschód od Marco Polo Plaza.
W latach 20. i 30. XX wieku rejon Wudadao był miejscem zamieszkania nie tylko obcokrajowców z krajów koncesji, ale również rzeszy polityków Republiki Chińskiej, członków rodziny królewskiej, dwóch prezydentów, 7 premierów, ponad 100 ministrów, gubernatorów, burmistrzów, przemysłowców i artystów. Można też odnotować przyszłych – prezydenta St. Zjednoczonych Herberta Hoovera i gen. George Marshalla (1924–1927), przew. Mao Zedonga (1951) i Zhou Enlaia, w hotelu rządowym przy Dali Rd. 66.